# إيفا هوجل
إيفا ألكسندرا إنجريد إمجارد آنا هوجل واسمها الشائع إيفا هوجل (بالألمانية: Eva Högl) (6 يناير 1969 في أوسنابروك) سياسية ألمانية، تنتمي للحزب الديمقراطي الاجتماعي. منذ 2020 تشغل منصب مسؤولة الدفاع في البوندستاج الألماني. قبل ذلك، ومن 2009 في 2020 كانت نائبة في البوندستاج وكانت نائب رئيس الكتلة البرلمانية لحزبها في البوندستاج.